# TGM SV Jügesheim
Turngemeinde 1888 Sportverein 1915 Jügesheim e.V. é uma agremiação esportiva alemã, fundada em 1888, sediada em Rodgau, no estado de Hessen.

## História
Foi formado a partir da fusão do clube de ginástica Turngemeinde Jügesheim estabelecido a 22 de julho de 1888 e Sportverein Jügesheim, formado a setembro de 1915, após o colapso do futebol do Teutônia Jügesheim. O TGM e SV eventualmente se fundiram para formar a associação atual, na qual o departamento de futebol é parte de um clube desportivo que é conhecido como uma "equipe de família" e inclui os departamentos de basquete, boliche, ginástica, caminhadas, judô, jiu-jitsu, cross country, atletismo, dança, tênis de mesa e vôleibol.
Jügesheim jogou a temporada 2001-02 na Oberliga Hessen(IV), mas ao longo de dois anos, caiu para a Bezirksoberliga Frankfurt Ost (VI), antes de retornar à Landesliga, em 2006.
A equipe de mulheres conquistou o título da Oberliga Hessen em cada uma das últimas três temporadas, bem como a Hessenpokal (Hessen Cup) em 2006. O triunfo levou o time a disputar a DFB-Pokal, a Copa da Alemanha na qual foi eliminado na segunda fase pelo representante da segunda divisão, FF USV Jena. Na temporada seguinte, tomou parte da fase de promoção para 2. Bundesliga-Süd. Não obteve sucesso na tentativa, mas se classificou para a nova Regionalliga Süd (III).

## Títulos
| - Verbandsliga Hessen-Süd - Campeão: 2011 - Vice-campeão: 1998, 2001 - Bezirksoberliga Frankfurt-Ost - Vice-campeão: 2005 - Hessen Cup - Vice-campeão: 1951 | - Frauen-Oberliga Hessen (III) - Campeã: 2005, 2006, 2007 - Frauen-Hessenpokal - Campeã: 2006 |

## Cronologia recente
| Temporada | Divisão                       | Módulo | Posição |
| 1999–2000 | Oberliga Hessen               | IV     | 14º ↓   |
| 2000–01   | Landesliga Hessen-Süd         | V      | 2º ↑    |
| 2001–02   | Oberliga Hessen               | IV     | 17º ↓   |
| 2002–03   | Landesliga Hessen-Süd         | V      | 6º      |
| 2003–04   | Landesliga Hessen-Süd         | V      | 14º ↓   |
| 2004–05   | Bezirksoberliga Frankfurt-Ost | VI     | 2º ↑    |
| 2005–06   | Landesliga Hessen-Süd         | V      | 13º     |
| 2006–07   | Landesliga Hessen-Süd         | V      | 6º      |
| 2007–08   | Landesliga Hessen-Süd         | V      | 14º     |
| 2008–09   | Verbandsliga Hessen-Süd       | VI     | 6º      |
| 2009–10   | Verbandsliga Hessen-Süd       | VI     | 8º      |
| 2010–11   | Verbandsliga Hessen-Süd       | VI     | 1º ↑    |
| 2011–12   | Hessenliga                    | V      | 10º     |
| 2012–13   | Hessenliga                    | V      | º       |

## Fonte
- Grüne, Hardy (2001). Vereinslexikon. Kassel: AGON Sportverlag ISBN 3-89784-147-9